# Palazzo Santacroce (Barletta)
Il Palazzo Santacroce è un edificio medievale della città di Barletta. 
Posto proprio davanti alla Cattedrale di Barletta, la sua edificazione avvenne grazie a una concessione fatta da Carlo I d'Angiò a uno dei membri del Consiglio della Corona: il Barlettano Filippo Santacroce.

## Storia
La storia del palazzo è narrata nel "Liber Donatioum Caroli I", dove si fa esplicito riferimento alla gratitudine che il sovrano Napoletano nutriva verso i suoi più fidati sostenitori.
Lo stabile fu innalzato nel 1200, e nel corso degli anni ha subito trasformazioni.

## Descrizione
Esterno
La parte inferiore della facciata risale al XIV secolo e conserva molti elementi propri dell'architettura medievale. 
Sul balcone principale è posto lo stemma della famiglia dei Santacroce.
Il portale principale è sormontato da un arco acuto squadrato con le mura di bugnato rustico . 
Il piano superiore è sicuramente più recente ed è caratterizzato da alcune ampie finestre tra cui spicca quella centrale dotata di un piccolo balcone. 